# Torneio de Roland Garros de 1980
O Torneio de Roland Garros de 1980 foi um torneio de tênis disputado nas quadras de saibro do Stade Roland Garros, em Paris, na França, entre 26 de maio e 8 de junho. Corresponde à 13ª edição da era aberta e à 79ª de todos os tempos.

## Finais

### Profissional
| Categoria | Evento    | Campeã(s)(o/ões)          | Vice-campeã(s)(o/ões)            | Resultado          | Chave(s)  | Chave(s)       |
| --------- | --------- | ------------------------- | -------------------------------- | ------------------ | --------- | -------------- |
| Simples   | Masculino | Björn Borg                | Vitas Gerulaitis                 | 6–4, 6–1, 6–2      | principal | qualificatório |
| Simples   | Feminino  | Chris Evert               | Virginia Ruzici                  | 6–0, 6–3           | principal | qualificatório |
| Duplas    | Masculino | Victor Amaya Hank Pfister | Brian Gottfried Raúl Ramírez     | 1–6, 6–4, 6–4, 6–3 | principal | principal      |
| Duplas    | Feminino  | Kathy Jordan Anne Smith   | Ivanna Madruga Adriana Villagran | 6–1, 6–0           | principal | principal      |
| Duplas    | Misto     | Anne Smith Billy Martin   | Renáta Tomanová Stanislav Birner | 2–6, 6–4, 8–6      | principal | principal      |

### Juvenil
| Categoria | Evento    | Campeã(s)(o/ões) | Vice-campeã(s)(o/ões) | Resultado | Chave(s)  | Chave(s)       |
| --------- | --------- | ---------------- | --------------------- | --------- | --------- | -------------- |
| Simples   | Masculino | Henri Leconte    | Alberto Tous          | 7–6, 6–3  | principal | qualificatório |
| Simples   | Feminino  | Kathy Horvath    | Kelly Henry           | 6–2, 6–2  | principal | qualificatório |